# Famille von Brauchitsch
La famille von Brauchitsch est le nom d'une famille noble prussienne originaire de Silésie remontant au XIIIe siècle. 

## Historique
Elle porte le nom de sa résidence à Chróstnik (en allemand : Brauchitschdorf) près de Lubin, dont différentes orthographes (Crustenik ou encore Krostenik) sont utilisées.

## Armes

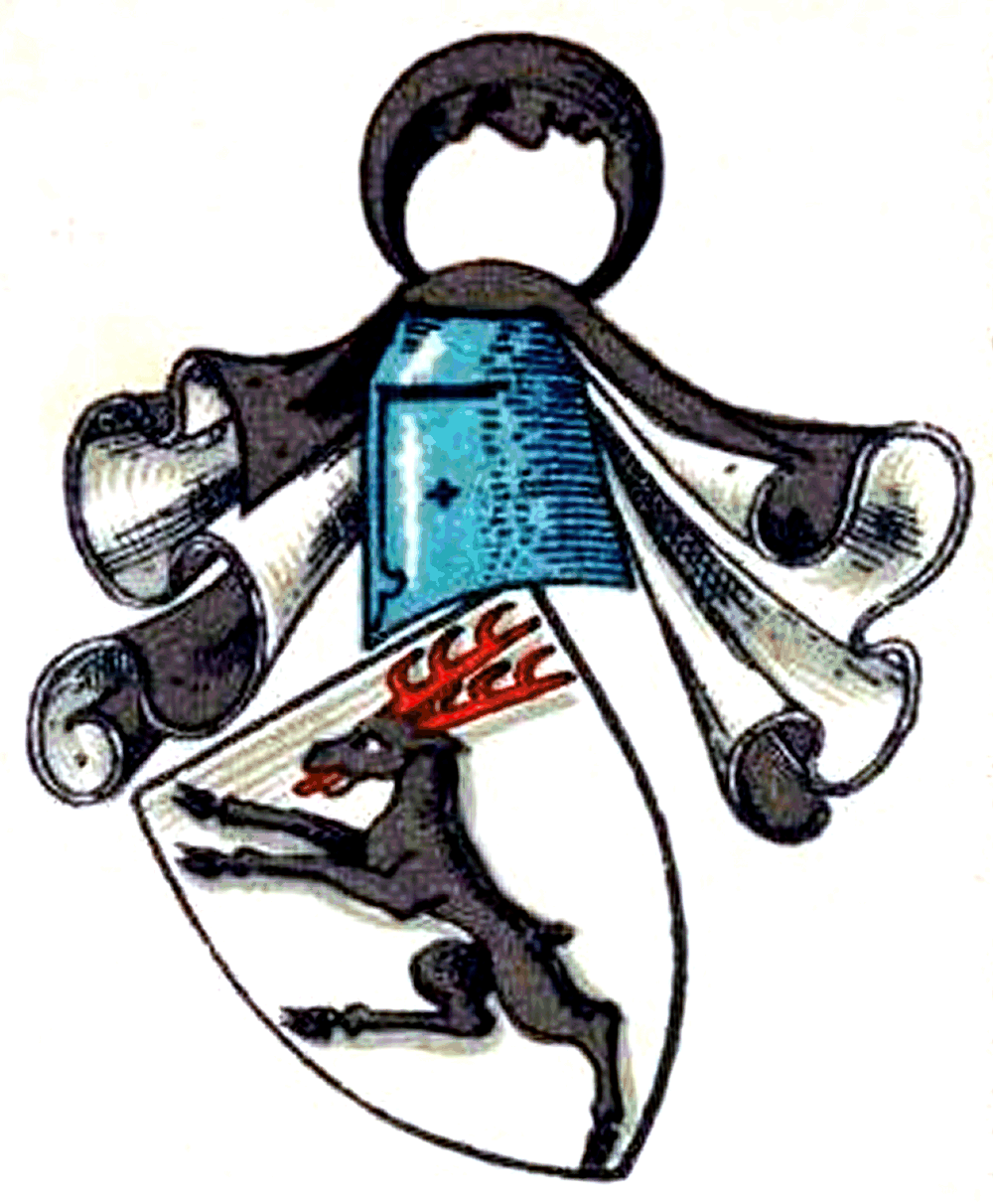
Blason de la famille Brauchitsch.

## Personnalités
- Carl von Brauchitsch (de) (1755-1839), maître des écuries du royaume de Prusse (Königlich-Preußischer Landstallmeister).
- Ludwig Matthias Nathanael Gottlieb von Brauchitsch (de) (1757-1827), lieutenant général prussien.
- Karl von Brauchitsch (de) (1780–1858), General der Kavallerie prussien
- Eduard von Brauchitsch (de) (1798–1869), General der Infanterie prussien
- Wilhelm von Brauchitsch (de) (1820-1884), député du Reichstag.
- Gustav von Brauchitsch (de) (1822–1873), Generalmajor prussien
- Karl von Brauchitsch (de) (1822–1896), Generalmajor prussien
- Eduard von Brauchitsch (de) (1827–1889), Generalmajor prussien
- Heinrich von Brauchitsch (de) (1831-1916), juge et homme politique.
- Bernhard von Brauchitsch (de) (1833-1910), général prussien.
- Max von Brauchitsch (de) (1835–1882), député du Reichstag.
- Hermann von Brauchitsch (de) (1840–1916), Generalleutnant prussien
- Charlotte von Brauchitsch, née Gordon (1844-1906), héritière.
- Konrad von Brauchitsch (de) (1853–1916), Generalmajor prussien
- Louis von Brauchitsch (de) (1857–1930), 1912 Generalmajor prussien
- Adolf von Brauchitsch (de) (1876-1935), Generalmajor.
- Margarete von Brauchitsch (1879-1939), designer.
- Walther von Brauchitsch (1881-1948), Generalfeldmarschall du Troisième Reich.
- Georg von Brauchitsch (de) (1885-1940), archéologue.
- Manfred von Brauchitsch (1905-2003), pilote automobile.
- Bernd von Brauchitsch (en) (1911-1974) aide de camp du Reichsmarschall Göring et, après guerre, dirigeant dans la sidérurgie.
- Eberhard von Brauchitsch (1926-2010), industriel.
- Boris von Brauchitsch (de) (né en 1963), photographe.
- Claudia von Brauchitsch (de) (née en 1974), journaliste et présentatrice.